# Ray Ramsey
Raymond Leroy Ramsey, detto Ray (Springfield, 18 luglio 1921 – Springfield, 25 agosto 2009), è stato un giocatore di football americano e cestista statunitense, professionista nella AAFC, nella NFL, nella NBL e nella BAA.